# Punta Hermosa
Punta Hermosa är ett av 43 distrikt i provinsen Lima i Peru. Huvudorten i distriktet är urbanisationen Punta Hermosa. Distriktets huvudsakliga attraktion är dess stränder. 

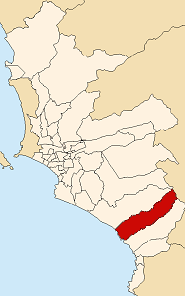
Punta Hermosa i Lima-provinsen

Befolkningen uppgår till 4 676 invånare och ytan är 119,5 kvadratkilometer, vilket ger en befolkningstäthet på 39,1 personer per kvadratkilometer. 

## Geografi
Punta Hermosa gränsar i väster till Stilla havet, i norr till Lurín, i öster till Santo Domingo de los Olleros (i Huarochiríprovinsen) och i söder till Punta Negra.

## Administrativ indelning
Distriktet är indelat i fyra urbanisationer:
- Punta Hermosa
- Capilla Lucumo
- Cucuya
- Pampapacta

## Badort
Punta Hermosa är belägen 42 km söder om centrala delen av Perus huvudstad Lima, med vilken kommunikationer finns med motorvägen Pan-American Highway. Distriktets största attraktion är dess stränder, som varje sommar besöks av tusentals personer.
Punta Hermosa, som tidigare var ett område där de boende endast stannade tillfälligt, har nyligen haft en urban expansion som nu har permanentats.